# Pawlikowice (gromada)
Pawlikowice – dawna gromada, czyli najmniejsza jednostka podziału terytorialnego Polskiej Rzeczypospolitej Ludowej w latach 1954–1972.
Gromady, z gromadzkimi radami narodowymi (GRN) jako organami władzy najniższego stopnia na wsi, funkcjonowały od reformy reorganizującej administrację wiejską przeprowadzonej jesienią 1954 do momentu ich zniesienia z dniem 1 stycznia 1973, tym samym wypierając organizację gminną w latach 1954–1972.
Gromadę Pawlikowice siedzibą GRN w Pawlikowicach utworzono – jako jedną z 8759 gromad na obszarze Polski – w powiecie łaskim w woj. łódzkim, na mocy uchwały nr 31/54 WRN w Łodzi z dnia 4 października 1954. W skład jednostki weszły obszary dotychczasowych gromad: Pawlikowice i Hermanów (z wyłączeniem wsi Karolew) ze zniesionej gminy Górka Pabianicka, Pawłówek i Róża ze zniesionej gminy Dobroń, Bychlew i Rydzyny ze zniesionej gminy Ksawerów oraz Dąbrowa ze zniesionej gminy Dłutów, w tymże powiecie. Dla gromady ustalono 27 członków gromadzkiej rady narodowej.
Gromada przetrwała do końca 1972 roku, czyli do kolejnej reformy gminnej.